# Karol Borys
Karol Borys (Otmuchów, 28 september 2006) is een Pools voetballer die onder contract ligt bij Śląsk Wrocław.

## Clubcarrière
Borys genoot zijn jeugdopleiding bij Czarni Otmuchów en Śląsk Wrocław. In oktober 2021 ondertekende hij zijn eerste profcontract bij laatstgenoemde club. Op 12 maart 2022 maakte hij zijn officiële debuut voor het tweede elftal van Śląsk Wrocław in de II liga. Op 21 mei 2022 volgde zijn officiële debuut in het eerste elftal: op de slotspeeldag van de competitie liet trainer Piotr Tworek hem in de 3-4-nederlaag tegen Górnik Zabrze in de 73e minuut invallen. Borys werd zo de eerste speler geboren in het jaar 2006 die aantrad in de Ekstraklasa. Borys was bij zijn debuut slechts 15 jaar, 7 maanden en 23 dagen oud, slechts twee spelers (Kacper Urbánski en Kacper Kozłowski) waren in de 21e eeuw jonger bij hun debuut in de Ekstraklasa.

## Interlandcarrière
Borys nam in 2023 met Polen –17 deel aan het EK –17 in Hongarije. De middenvelder scoorde in de twee eerste groepswedstrijden: in de 5-1-zege tegen Ierland scoorde hij de 4-1, in de 3-5-zege tegen Hongarije scoorde hij de 2-5. Ondanks een 3-0-nederlaag tegen Wales in de derde groepswedstrijd ging Polen als groepswinnaar door naar de knock-outfase. Daarin nam Polen in de kwartfinale afstand van Servië. In de halve finale ging Polen echter met 3-5 onderuit tegen Duitsland. Borys had zijn land kort na het halfuur naar een 2-1-voorsprong getrapt.